# Pontus Farnerud
Pontus Farnerud (* 4. Juni 1980 in Helsingborg) ist ein ehemaliger schwedischer Fußballspieler.

## Verein
Farnerud begann seine Profikarriere bei Landskrona BoIS. Von dort wechselte er zum AS Monaco, mit dem er 2000 den französischen Meistertitel gewinnen konnte. Im gleichen Jahr gewann er den französischen Supercup gegen den FC Nantes. Farnerud wurde dabei nach der ersten Halbzeit eingewechselt. Da es nach 90 Minuten 0:0 stand, ging es direkt ins Elfmeterschießen. Nach jeweils acht Schützen stand es 5:5, als Farnerud seinen Elfer für die Monegassen verwandelte. Da anschließend Sylvain Armand nicht traf, gewann Monaco 6:5. In der Saison 2002/03 kam noch ein Titel im französischen Ligapokal hinzu.
2003 wurde er für eine Spielzeit an Racing Straßburg verliehen. Nachdem er anschließend wiederum ein Jahr im Kader von AS Monaco stand, wechselte er 2005 endgültig zu Racing ins Elsass. An der Seite seines Bruders Alexander blieb er jedoch nur eine Spielzeit beim Klub, ehe er nach dem Abstieg aus der Ligue 1 zu Sporting Lissabon wechselte.
Mit Sporting gewann er 2006/07 und 2007/08 zweimal den portugiesischen Pokal, zudem den portugiesischen Supercup 2007.
2008 kehrte er nach Nordeuropa zurück und unterschrieb einen Vertrag bei Stabæk Fotball in der norwegischen Tippeligaen. Mit dem Klub konnte er am Ende des Jahres den ersten Meistertitel in der Vereinsgeschichte feiern. Im März 2009 gewann er zudem den norwegischen Supercup.
Von 2012 bis 2013 spielte Farnerud in seiner Heimat für IFK Göteborg. Am 26. Mai 2013 stand er mit dem Verein gegen Djurgårdens IF im Finale des schwedischen Pokals. Dort wurde er in der 59. Minute eingewechselt. Nach der Verlängerung stand es 1:1 und es ging ins Elfmeterschießen. Farnerud trat als vierter Schütze seitens Göteborg an, traf und verhalf dem Klub mit seinem 3:1 zum sechsten Pokaltitel.
Wegen Hüftproblemen beendete Farnerud im November 2013 seine Profikarriere. Im August 2014 entschied sich Farnerud, seine Fußballkarriere beim Fünftligisten Glumslövs FF fortzusetzen, macht jedoch nur ein Spiel. In der Saison 2018 feierte er ein Comeback bei Öjersjö IF in der fünften Liga. Er spielte zwei Spiele und erzielte ein Tor.

## Nationalmannschaft
Nachdem er schon für die U-21 Schwedens aktiv gewesen war, kam Farnerud 2002 zu seinen ersten Einsätzen in der A-Mannschaft und wurde im WM-Kader 2002 berücksichtigt, ohne eingesetzt zu werden. In den folgenden beiden Jahren gehörte er zum erweiterten Aufgebot, kam jedoch nur unregelmäßig zum Einsatz. Bei der Europameisterschaft 2004 wurde er abermals in den Kader berufen, blieb jedoch erneut ohne Turniereinsatz. Erst 2010 wurde er nach sechs Jahren Pause erneut berufen und kam in zwei Freundschaftsspielen zum Einsatz.

## Karriere nach der aktiven Zeit
Seit Mai 2019 ist er Sportchef bei IFK Göteborg.

## Erfolge
Quelle: Soccerway
- Französischer Meister mit AS Monaco: 1999/2000
- Französischer Supercup mit AS Monaco: 2000
- Französischer Ligapokalsieger mit AS Monaco: 2002/03
- Portugiesischer Pokalsieger mit Sporting Lissabon: 2006/07, 2007/08
- Portugiesischer Supercup mit Sporting Lissabon: 2007
- Norwegischer Meister mit Stabæk IF: 2008
- Norwegischer Supercup mit Stabæk IF: 2009
- Schwedischer Pokalsieger mit IFK Göteborg: 2012/13